# MTTC
MTTC – kruszący materiał wybuchowy, mieszanina 35% kwasu pikrynowego, 35% trotylu i 10% trinitrokrezolu. Posiada temperaturę topnienia równą 70-80 °C. We Francji był stosowany do elaboracji granatów artyleryjskich.